# Lobo Núñez
Fernando Núñez Ocampo, conocido como Lobo Núñez, (Montevideo, 16 de febrero de 1956) es un músico y luthier de tambores uruguayo. 

## Historia
Nació en el barrio Sur de Montevideo. Descendiente de una familia de músicos, es nieto de Modesto Ocampo.
Desde niño integró diferentes comparsas como Esclavos de Nyanza y Morenada.
Tocó y grabó junto a Opa, Rubén Rada, Jaime Roos, los hermanos Hugo y Osvaldo Fattoruso, Mariana Ingold, Eduardo Mateo, Ketama, Fito Paez, Jorge Drexler, Nei Lisboa, etc.
Como curiosidad, en su cumpleaños número sesenta, el martes 16 de febrero de 2016, recibió la visita de Mick Jagger (de gira por América del Sur), interesado en conocer algo sobre el candombe.

### Taller El Power: manufactura de tambores

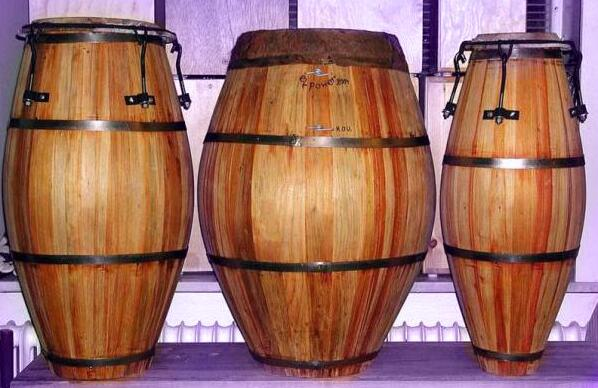
URU - Tambores de candombe: repique (izquierda
), piano (medio) y chico (derecha).

Su comienzo como constructor de tambores fue en 1974, con Juan Piemonte, en un taller que estaba en la calle La Cumparsita y Santiago de Chile. En 1984 estableció su propio taller llamado «El Power» en su casa situada en la calle Carlos Gardel 1017.
Por su tradición y el respeto hacia la tarea que realiza en el taller sus tambores han llegado a diversos países como; Argentina, Brasil, Cuba, Chile, Venezuela, Estados Unidos, México, Dinamarca, Suecia, Holanda, Australia, Bélgica, Suiza, Alemania, Francia, España, Portugal, Japón, Corea, y más.